# باتريك هنري (سياسي)
باتريك هنري (بالإنجليزية: Patrick Henry)‏ هو محامي وسياسي أمريكي، ولد في 12 فبراير 1843، وتوفي في 18 مايو 1930. حزبياً، نشط في الحزب الديمقراطي. وقد انتخب عضو مجلس النواب الأمريكي.